# II. Jenádiosz konstantinápolyi pátriárka
II. Jenádiosz, vagy Gennádiosz Szkholáriosz (latinul: Gennadius Scholarius), eredeti nevén Jeórjiosz Kurtíszisz (Konstantinápoly, 1405 körül – Prodromosz Szent János monostor, Szerrai közelében, 1473?) bizánci tudós, és konstantinápolyi pátriárka 1454-től 1456-ig, 1463-ban, és 1464-től 1465-ig.

## Élete
Jenádiosz fiatalon Markosz Eugenikosz tanítványa volt, később pedig magas világi tisztségek ellátását bízták rá. Mint bizánci tudós és teológus, aki részt vett a görögök képviseletében a bázel–ferrara–firenzei zsinaton. Itt ugyan a latin és a görög egyház egyesítését támogatta, de a zsinat után Bizáncba visszatérve megváltoztatta álláspontját, és ellenezni kezdte az uniót, ezért kolostorba kényszerült. Miután 1453-ban a törökök elfoglalták Konstantinápolyt, Jenádiosz lett kinevezve pátriárkává. II. Mehmed oszmán szultán az új keresztény alattvalóinak egyfajta önrendelkezést kívánt biztosítani a konstantinápolyi pátriárka vezetése alatt. Gennádiosz később lemondott egyházi hivataláról, de még két ízben rövid időre ismét Konstantinápoly püspöke lett. Végül kolostorba vonult, és ott fejezte be életét.

## Művei
Jenádiosz íróként is jelentős, és őt tartják az utolsó nagy bizánci teológusnak. Kiválóan ismert az ókeresztény és a középkori bizánci irodalom mellett a nyugati skolasztikát is. Írt vitairatokat, exegetikai és aszketikus műveket, homiliákat, liturgikus és egyéb verseket. Magyarázta Arisztotelészt és Porphürioszt. Ismert a platonista Georgiosz Gemisztosz Pléthónnal folytatott vitája, illetve a II. Mehmed oszmán szultán előtt elmondott beszéde, amely később az ortodox egyház egyik hitvallásává vált. Írásainak számát mintegy 100-ra teszik.

## Művei magyarul
Jenádiosz egy művét magyar nyelvre is lefordították, és az eredeti görög szöveg mellett kísérőtanulmánnyal ellátva megjelentették:
- Gennádiosz Szkholáriosz: Petrus Hispanus mester logikájából / Ek tész dialektikész tou maisztórosz Petrou tou Iszpanou; ford. Szabó Mária, tan. Geréby György; Jószöveg Műhely, Bp., 1999 (Jószöveg hiánypótló) ISBN 9639134120, 237 p.